# Пол Беннетт
Пол Беннетт (англ. Paul Bennett; нар. 16 грудня 1988, Лідс, Велика Британія) — британський веслувальник, олімпійський чемпіон 2016 року, дворазовий чемпіон світу.

## Виступи на Олімпіадах
| Олімпіада           | Дисципліна | Місце |
| ------------------- | ---------- | ----- |
| Ріо-де-Жанейро 2016 | вісімки    | 1     |

## Зовнішні посилання
- Пол Беннетт — олімпійська статистика на сайті Sports-Reference.com (англ.) (архівна версія)
- Профіль [Архівовано 8 січня 2021 у Wayback Machine.] на сайті FISA.

1. ↑  Paul Bennett